# Filippa Idéhn
Filippa Idéhn (Ionecopinga, 15 de agosto de 1990) é uma handebolista sueca.

## Carreira
Atua como goleira e joga pelo clube Esbjerg desde 2015.

### Rio 2016
Integrou a seleção sueca feminina que terminou na sétima colocação no handebol dos Jogos Olímpicos de Verão de 2016, realizados no Rio de Janeiro, Brasil.

## Clubes
- 2012–2015:  IK Sävehof
- 2015–0000:  Esbjerg

## Conquistas
- Campeonato Sueco
  - Campeã: 2013, 2014

- Trofeul Carpati: 
  - Campeã: 2015